# Ralph Fleck
Ralph Fleck (* 24. März 1951 in Freiburg im Breisgau) ist ein deutscher Maler.

## Leben
Fleck studierte von 1973 bis 1978 an der Staatlichen Akademie der Bildenden Künste Karlsruhe, Außenstelle Freiburg bei Peter Dreher. Von 2003 bis 2015 war er Professor für Malerei an der Akademie der Bildenden Künste Nürnberg. Ralph Fleck arbeitet in Kirchzarten bei Freiburg.

## Werk
Flecks Arbeiten widmen sich thematisch dem scheinbar banalen Alltäglichen: Bücherregale, Häuserfassaden, Müllberge oder Landschaften können Bildgegenstände sein. Durch die pastose und expressive Malweise wird jedoch der Betrachter vom Thema zur formalen Gestaltung hingeführt, das heißt nicht das Bildmotiv, der sichtbare Gegenstand wird letztendlich thematisiert, sondern die Malerei selbst als Form, Struktur, Farbe, Gestaltung. So entstehen folgerichtig immer wieder Werke in konsequenter Abstraktion.
Mehrere Werke von Fleck sind in öffentlichen Sammlungen zu finden:
- Kunstmuseum Celle, Celle
- Kunsthalle St. Annen, Lübeck
- Osthaus Museum Hagen, Hagen
- Museum Morsbroich, Leverkusen
- Kunsthaus Zürich, Zürich
- Kunsthalle Mannheim, Mannheim
- Museo Municipal de Arte Contemporáneo de Madrid/Centro Cultural del Conde Duque, Madrid

## Ausstellungen, Auswahl seit 2000
- 2015 MKM Museum Küppersmühle für Moderne Kunst, Duisburg, Malerische Grenzauflösungen
- 2010 Neuer Kunstverein Aschaffenburg, Gruppenausstellung Gratwanderung!
- 2009 Kunstverein Marburg
- 2008 Purdy/Hicks Gallery, London
- 2007 Galerie Baumgarten, Freiburg und Kunstverein Kirchzarten
- 2006 Galerie Brennecke, Berlin
- 2005 Galerie von Braunbehrens, München, mit Katalog
- 2004 Purdy/Hicks Gallery, London
- 2003 Galerie Brennecke, Berlin
- 2002 Galerie Josine Bokhoven, Amsterdam, Emsdettener Kunstverein, Kunstverein Kirchzarten, Kunstverein Augsburg (Toskanische Säulenhalle) und Galerie Schwind, Frankfurt
- 2001 Städtische Galerie in Schwäbisch Hall und Galerie von Braunbehrens, München
- 2000 Galerie Josine Bokhoven, Amsterdam, Galerie Wullkopf, Lindau und Galerie Schwarz, Greifswald

## Preise und Stipendien
- 1977: Förderpreis der Sparkasse Karlsruhe
- 1978: Preis des Kulturkreises im Bundesverband der Deutschen Industrie
- 1981: Stipendium Villa Massimo in Rom